# 中野雄二
中野 雄二（なかの ゆうじ、1962年10月17日 - ）は、東京都目黒区出身の元サッカー選手、サッカー指導者、大学教授。現役時代のポジションはディフェンダー。日本サッカー協会指導者ライセンスのB級を保有している。

## 来歴
国立東京第二病院（現：国立病院機構東京医療センター、東京都目黒区）で生まれ、その後は東京都世田谷区の三軒茶屋で暮らしていたが、6歳の時に父の転勤により茨城県古河市へ転居した 。小学生（古河市立古河第三小学校）の時は野球が好きであった が、小学4年で地元の少年サッカーチームに入った時よりサッカーを始め 、古河市立古河第二中学校でもサッカー部に所属した。
1978年、茨城県立古河第一高校に入学してサッカー部に所属。1年次よりレギュラーとして出場し第57回全国高等学校サッカー選手権大会で優勝した 。2年次は県予選決勝で敗れたが、3年次は主将に就任して第59回全国高等学校サッカー選手権大会で自身2度目の優勝を果たした 。
高校卒業後は法政大学社会学部応用経済学科へ進学してサッカー部に入部。入学当初よりレギュラーに定着  して、2年次に総理大臣杯全日本大学サッカートーナメントで優勝し、4年次には主将も務め、監督代行としてチームをまとめた。しかし、関東大学サッカーリーグ戦で4年間共に1部と2部の昇格降格を繰り返したことなどで中野自身も後に後悔が残ったと語っている 。
大学卒業後、1985年より水戸短期大学附属高校（現：水戸啓明高校）の商業科の教諭として赴任  し、サッカー部の監督に就任。当時の同校サッカー部は弱小であり、かつ荒廃していたため当初より生活指導に明け暮れた  が、徐々に強化が進んで1990年には高校総体茨城県予選で準優勝に導いた  が、1990年夏に一身上の都合により水戸短期大学附属高校を退職した 。なお、小澤英明は当時の教え子の一人である 。
1991年春よりプリマハムへ入社して新東京工場（土浦市）で勤務すると共に「プリマハムアセノFC」のコーチに就任した。入社2年目の1992年より「プリマハムアセノFC」を解消して、プリマハム単独出資のプリマハム土浦FCとして再スタートすると同時に同クラブの監督に就任  し、同年の茨城県社会人サッカーリーグ1部で優勝、1994年に関東サッカーリーグへ昇格、1996年度の全国地域サッカーリーグ決勝大会で準優勝に導いた（その後、ジャパンフットボールリーグ（JFL）昇格が決定）。
1996年シーズンを最後にプリマハムが「プリマハム土浦FC」の運営から撤退し、茨城県リーグに所属していた水戸FCと統合する形で1997年に水戸ホーリーホックが発足  。同クラブの監督に2年契約で就任すると共に運営会社の常務取締役も兼任した 。水戸での1年目はJFL最下位に終わり、シーズン終了後に中野は監督辞任に追い込まれた 。
1998年、プリマハム土浦FC監督時期よりオファーを受けていた流通経済大学サッカー部の監督に就任 。2010年に全日本大学選抜チームの監督、2011年には2011年夏季ユニバーシアードのサッカー日本代表の監督をそれぞれ務めた。
現在は同大スポーツ健康科学部の教授を務めるほか、全日本大学サッカー連盟副理事、関東大学サッカー連盟副理事長を兼任している。2024年3月パワーハラスメント行為があったとして、日本サッカー協会から３カ月の公的職務停止処分を受けた。処分後の同年6月に処分前同職へ戻っている。

## 選手歴
- 1975-1977　古河市立古河第二中学校
- 1978-1981　茨城県立古河第一高校
- 1981-1984　法政大学

## 指導歴
- 1985-1990　水戸短期大学附属高校（現：水戸啓明高校）：監督
- 1991-1996　プリマハムアセノFC / プリマハム土浦FC
  - 1991：コーチ
  - 1992-1996：監督
- 1997　水戸ホーリーホック：監督
- 1998-　流通経済大学：監督